# Олінда
Олінда (порт. Olinda) — історичне місто в межах Аглмерації Ресіфі в бразильському штаті Пернамбуку, розташовану на березі Атлантичного океану за декілька кілометрів на північ від столиці штату Ресіфі і на південь від міста Пауліста. Населення міста 376 800 мешканців (2005), це одне з найкраще збережених колоніальних міст Бразилії. Назва міста може бути інтерпретована як вираження краси (від порт. Ó, linda! — «Як красиво!»), хоча дійсним джерелом назви ймовірно є ім'я одного з героїв лицарського роману Amadis de Gaula.
Олінда відома цілим рядом турістичних пам'яток, наприклад, вузькими історичними вуличками центру міста, церквами колоніального періоду і Карнавалом Олінди, подібному до традиційних бразильських карнавалів. На відміну від Ріо-де-Жанейро і Салвадора, в Олінді вхід до карнавалу вільний. Свято проходить на вулицях міста, без будь-якої огорожі, на ньому виступають сотні музичних гуртів багатьох жанрів. За численні добре збережені зразки колоніальної архітектури центр міста отримав статус Світової спадщини ЮНЕСКО.